# 香取市立佐原中学校
香取市立佐原中学校（かとりしりつ さわらちゅうがっこう）は、千葉県香取市佐原ロにある市立中学校。

## 概要
香取市の佐原小学校、北佐原小学校（中州、佐原ハの一部を除く）、わらびが丘小学校および竟成小学校の一部（大根、大崎、長山）の学区域を学区とする。

## 沿革
- 1947年（昭和22年）5月10日 - 佐原町立佐原中学校を開校。
- 1964年（昭和39年）1月 - 体育館竣工。
- 1976年（昭和51年）10月 - 現在の校舎竣工。
- 2006年（平成18年）3月27日 - 市町村合併により香取市立佐原中学校となる。
- 2010年（平成22年） - 現在の体育館竣工。
- 2011年（平成23年）3月11日 - 東日本大震災で液状化被害発生[2]。
- 2016年（平成28年）4月 - 閉校した香取市立佐原第三中学校を編入[3]。

## 著名な出身者
- 桜井孝雄 - 1964年東京オリンピックボクシング競技金メダリスト
- 橋本大輝 - 2020年東京オリンピック体操競技金メダリスト[4]